# 眞田惠津子
眞田 惠津子（さなだ えつこ、1960年10月8日 - ）は、東京都出身の女優。株式会社アンカット所属。

## 人物
身長160cm。体重48kg。
かつては劇団若草、グループこまどり、劇団R&C、劇団新芸術に所属していた。
趣味は旅行、読書。特技はフラメンコ、水泳。

## 出演作品

### 映画
- 彼岸島（2010年）
- 星屑ワンダーランド（2011年）
- 小さいおうち（2014年）
- ふしぎな岬の物語（2014年）
- 劇場版 ウルトラマンギンガS 決戦!ウルトラ10勇士!!（2015年） - アレーナの母 役
- 追いかける逃亡者 〜2通の手紙〜
- 翔んだジャンヌダルク
- 20年前の判決

### テレビドラマ
- 明日の光をつかめ -2013 夏-（2013年）
- 相棒 Season 12 第5話「エントリーシート」（2013年） - 北川奈月の母 役
- ウルトラシリーズ
  - ウルトラマンギンガ 第10話「闇と光」（2013年） - ボディダブル（白井杏子〈木野花〉） 役
  - ウルトラマンオーブ 第8話「都会の半魚人」（2016年） - 通行人 役
  - ウルトラマンオメガ 第2話「俺と宇宙人と学者さん」（2025年） - 農家の女性 役
- 死神くん（2014年）
- 愛しい嘘〜優しい闇〜 第4話（2022年2月4日、テレビ朝日） - 深沢直子 役
- 家政夫のミタゾノ 第5シリーズ 最終話（2022年6月10日、テレビ朝日）- 川嶋祥子 役
- ユニコーンに乗って（2022年） - 栗木妙子 役
- アイシー〜瞬間記憶捜査・柊班〜 第7話・第8話（2025年3月4日・11日、フジテレビ） - 管理人 役[1]

### バラエティ
- アゲるテレビ
- 行列のできる法律相談所
- この恋で私は生まれた
- ザ!世界仰天ニュース
- 素晴らしきニッポンの心!
- ためしてガッテン
- ナニコレ珍百景
- ワダマヨの私は絶対ダマされない

### 舞台
- 葵上
- 青森県のせむし男
- 熱海殺人事件
- ガラスの動物園
- 傷だらけの手
- 公園にて
- 真説・二宮金次郎
- 遠い水の記憶
- 時の物置
- 七年目の夏
- ばばあめし
- ハムレット
- ヘッダ・ガブラー
- ヴェニスの商人
- マリウス海へ
- ロスメルスホルム

### CM
- うるおい美顔器
- QVC
- サントリー ボス
- マイナビウエディング
- みずほフィナンシャルグループ

### VP
- 宇都宮市市域交通啓発用DVD
- 越谷地区計画推進用VP
- 内閣府